# Olympische Sommerspiele 1988/Kanu – Einer-Canadier 1000 m (Männer)
Die Wettkämpfe im Einer-Canadier über 1000 Meter bei den Olympischen Sommerspielen 1988 wurden vom 27. September bis zum 1. Oktober 1988 auf der Misari Regattastrecke ausgetragen.
Olympiasieger wurde Ivans Klementjevs aus der Sowjetunion.

## Ergebnisse

### Vorläufe
Die jeweils ersten drei Boote qualifizierten sich direkt für das Halbfinale, die restlichen Boote für die Hoffnungsläufe.
Da zu wenige Teilnehmer gemeldet waren und für den zweiten Lauf nur drei Boote ins Rennen gegangen wären, fiel der zweite Lauf aus und die Athleten zogen direkt in das Halbfinale ein.

#### Vorlauf 1
| Rang | Athleten         | Nation             | Zeit        |
| ---- | ---------------- | ------------------ | ----------- |
| 1    | Jörg Schmidt     | DDR                | 4:06,18 min |
| 2    | Eric Jamieson    | Großbritannien     | 4:06,88 min |
| 3    | Nikolaj Buchalow | Bulgarien          | 4:09,57 min |
| 4    | Peter Páleš      | Tschechoslowakei   | 4:11,88 min |
| 5    | Jan Pinczura     | Polen              | 4:14,10 min |
| 6    | Bruce Merritt    | Vereinigte Staaten | 4:17,73 min |
| 7    | Timo Grönlund    | Finnland           | 4:24,69 min |

#### Vorlauf 2
| Rang | Athleten          | Nation      | Zeit        |
| ---- | ----------------- | ----------- | ----------- |
| 1    | Ivans Klementjevs | Sowjetunion | 4:05,02 min |
| 2    | Larry Cain        | Kanada      | 4:09,50 min |
| 3    | Aurel Macarencu   | Rumänien    | 4:09,71 min |
| 4    | Ivan Šabjan       | Jugoslawien | 4:11,54 min |
| 5    | Imre Pulai        | Ungarn      | 4:12,18 min |
| 6    | Francisco López   | Spanien     | 4:16,02 min |
| 7    | Hiroyuki Izumi    | Japan       | 4:40,34 min |
| 8    | Jang Yeong-cheol  | Südkorea    | 4:47,95 min |

### Hoffnungsläufe
Die ersten drei Boote der Hoffnungsläufe erreichten das Halbfinale.

#### Hoffnungslauf 1
| Rang | Athleten       | Nation             | Zeit        |
| ---- | -------------- | ------------------ | ----------- |
| 1    | Peter Páleš    | Tschechoslowakei   | 4:17,83 min |
| 2    | Imre Pulai     | Ungarn             | 4:20,50 min |
| 3    | Bruce Merritt  | Vereinigte Staaten | 4:41,75 min |
| 4    | Hiroyuki Izumi | Japan              | 5:00,98 min |

#### Hoffnungslauf 2
| Rang | Athleten         | Nation      | Zeit        |
| ---- | ---------------- | ----------- | ----------- |
| 1    | Ivan Šabjan      | Jugoslawien | 4:20,82 min |
| 2    | Francisco López  | Spanien     | 4:22,34 min |
| 3    | Jan Pinczura     | Polen       | 4:24,10 min |
| 4    | Timo Grönlund    | Finnland    | 4:26,80 min |
| 5    | Jang Yeong-cheol | Südkorea    | 4:43,95 min |

### Halbfinalläufe
Die ersten drei Boote der Halbfinals erreichten das Finale.

#### Halbfinale 1
| Rang | Athleten        | Nation             | Zeit        |
| ---- | --------------- | ------------------ | ----------- |
| 1    | Aurel Macarencu | Rumänien           | 4:07,69 min |
| 2    | Jörg Schmidt    | DDR                | 4:08,17 min |
| 3    | Ivan Šabjan     | Jugoslawien        | 4:08,75 min |
| 4    | Bruce Merritt   | Vereinigte Staaten | 4:16,51 min |

#### Halbfinale 2
| Rang | Athleten          | Nation      | Zeit        |
| ---- | ----------------- | ----------- | ----------- |
| 1    | Ivans Klementjevs | Sowjetunion | 4:05,06 min |
| 2    | Nikolaj Buchalow  | Bulgarien   | 4:07,23 min |
| 3    | Imre Pulai        | Ungarn      | 4:10,79 min |
| 4    | Francisco López   | Spanien     | 4:16,90 min |

#### Halbfinale 3
| Rang | Athleten      | Nation           | Zeit        |
| ---- | ------------- | ---------------- | ----------- |
| 1    | Larry Cain    | Kanada           | 4:07,47 min |
| 2    | Peter Páleš   | Tschechoslowakei | 4:08,84 min |
| 3    | Eric Jamieson | Großbritannien   | 4:13,44 min |
| —    | Jan Pinczura  | Polen            | DSQ         |

### Finale
| Rang | Athleten          | Nation           | Zeit        |
| ---- | ----------------- | ---------------- | ----------- |
| 1    | Ivans Klementjevs | Sowjetunion      | 4:12,78 min |
| 2    | Jörg Schmidt      | DDR              | 4:15,83 min |
| 3    | Nikolaj Buchalow  | Bulgarien        | 4:18,94 min |
| 4    | Larry Cain        | Kanada           | 4:20,70 min |
| 5    | Aurel Macarencu   | Rumänien         | 4:21,72 min |
| 6    | Imre Pulai        | Ungarn           | 4:21,86 min |
| 7    | Peter Páleš       | Tschechoslowakei | 4:22,14 min |
| 8    | Ivan Šabjan       | Jugoslawien      | 4:24,67 min |
| 9    | Eric Jamieson     | Großbritannien   | 4:39,60 min |

## Weblink
- Ergebnisse